# Урумский язык
Уру́мский язы́к (ранее греко-татарский, самоназвание урум тили или урум дили) — язык тюркской группы языков греков-урумов, проживающих в Северном Приазовье (Украина), куда они были переселены российским правительством из Крыма в 1778 году. 
Распространён главным образом в местах локального поселения урумов на территории Донецкой и Запорожской областей. 
Существует небольшая диаспора на территории Греции. Также урумским языком иногда называется цалкский язык — диалект турецкого языка, на котором говорят проживающие на территории Грузии цалкинские греки.

## Классификация
Урумский язык близок к крымскотатарскому. Вероятно, образовался на основе языка половцев (куманов, кыпчаков) — основного ядра союза племён, появившегося в Восточной Европе в середине X века и занявшего огромную территорию на востоке (Дешт-и-Кыпчак) и на западе (причерноморские степи, а позже Крым и часть Балканского полуострова). Одни авторы его считают диалектом крымскотатарского, другие — самостоятельным языком.
Из-за малой изученности единой классификации диалектного состава урумского языка не существует. С. Н. Муратов выделяет три диалекта:
- кыпчакский (говоры бешевский, янисольский и мангушский);
- огузский (говоры мариупольский и старокрымский);
- средний, в котором выделяет говоры с небольшим огузским влиянием (богатырский, керменчикский, улаклинский) и говоры с бо́льшим огузским влиянием (игнатьевский, каранский, комарский, ласпинский).

В то же время А. Н. Гаркавец в урумском языке выделяет четыре диалекта:
- кыпчакско-половецкие говоры (Великая Новосёлка, Старобешево, Мангуш);
- кыпчакско-огузские говоры (Старый Керменчик, Богатырь, Улаклы);
- огузско-кыпчакские говоры (Карань, Староласпа, Камара, Гурджи);
- огузские говоры (Мариуполь, Старый Крым, Каракуба).

Также выделяется наддиалектный язык фольклора. В нём лексических и морфологических огузских элементов значительно больше, чем в бытовых говорах.

## Фонетика

### Согласные
|             | Лабиальный | Лабиальный | Зубной | Зубной | Альвеолярный | Альвеолярный | Постальвеолярный | Постальвеолярный | Палатальный | Палатальный | Велярный | Велярный | Глоттальный | Глоттальный |
| ----------- | ---------- | ---------- | ------ | ------ | ------------ | ------------ | ---------------- | ---------------- | ----------- | ----------- | -------- | -------- | ----------- | ----------- |
| Взрывной    | p          | b          | t      | t      | t            | d            | d                | d                | c           | ɟ           | k        | g        |             |             |
| Аффриката   |            |            |        |        | t͡s ¹         |              | t͡ʃ               | d͡ʒ               |             |             |          |          |             |             |
| Фрикативный | f          | v          | θ      | ð ²    | s            | z            | ʃ                | ʒ                |             |             | x        | ɣ        | h           |             |
| Носовой     | m          | m          | n      | n      |              |              |                  |                  |             |             | ŋ        | ŋ        |             |             |
| Дрожащий    |            |            | r      | r      |              |              |                  |                  |             |             |          |          |             |             |
| Боковой     |            |            | l      | l      |              |              |                  |                  |             |             |          |          |             |             |
| Скользящий  |            |            |        |        |              |              |                  |                  | j           | j           |          |          |             |             |

¹ /t͡s/ только в заимствованных словах.
² /θ/ и /ð/ только в заимствованиях из греческого.

## Письменность
Небольшое количество текстов на урумском языке было записано греческим алфавитом. В 1920—1930-е годы в урумских сёлах преподавался крымскотатарский язык на основе латинского алфавита. В настоящее время используется кириллическая письменность, но официально она не утверждена и в разных источниках используются разные варианты алфавита. Известный специалист в области кыпчакских языков Александр Гаркавец использует в своих работах следующий алфавит:
| А а   | Б б | В в   | Г г   | Ғ ғ | Д д | (Δ δ) | Дʹ дʹ |
| (Ђ ђ) | Е е | Ж ж   | Җ җ   | З з | И и | Й й   | К к   |
| Л л   | М м | Н н   | Ң ң   | О о | Ӧ ӧ | П п   | Р р   |
| С с   | Т т | Тʹ тʹ | (Ћ ћ) | У у | Ӱ ӱ | Υ υ   | Ф ф   |
| Х х   | Һ һ | Ц ц   | Ч ч   | Ш ш | Щ щ | Ъ ъ   | Ы ы   |
| Ь ь   | Э э | Ю ю   | Я я   | Θ θ |     |       |       |

В учебном пособии по урумскому языку, изданном в Киеве в 2008 году, используется другой алфавит:
| А а | Б б | В в | Г г | Ґ ґ | Д д | Дʹ дʹ | Дж дж |
| Е е | З з | И и | Й й | К к | Л л | М м   | Н н   |
| О о | Ӧ ӧ | П п | Р р | С с | Т т | Тʹ тʹ | У у   |
| Ӱ ӱ | Ф ф | Х х | Ч ч | Ш ш | Ы ы | Э э   |       |

## Публикации
Об урумском языке было издано очень мало литературы, существуют словари и краткое описание языка. До недавнего времени урумский считался диалектом крымскотатарского языка. Сколько-нибудь значимые его описания начали появляться лишь с 1980-х годов. Первым лингвистом, который посвятил серьёзные работы урумскому языку, стал Александр Гаркавец. В настоящее время урумский язык находится на грани исчезновения, так как практически полностью вытеснен русским.